# Kelly's Stables
El Kelly's Stables fue un club de jazz tradicional, llamado así por su propietario, Burt Kelly, que inicialmente estuvo situado en Nueva Orleans, contando con orquesta propia desde los años 1890, y posteriormente estuvo ubicado en Chicago, durante la época de la prohibición, hasta que la policía lo cerró en 1930.
La banda más famosa de las que tuvo el club, fue la de Johnny Dodds, quien tocó en él desde 1924 hasta su cierre.
En los años 1930, hubo en Nueva York un local llamado también así, en el Greenwich Village, donde se realizaban jam sessions de jazz tradicional, con músicos de alto nivel.